# The Red Bullet Tour
The Red Bullet Tour, hay còn được gọi là 2014 BTS Live Trilogy Episode II: The Red Bullet và 2015 BTS Live Trilogy Episode II: The Red Bullet, là chuyến lưu diễn đầu tiên của nhóm nhạc nam Hàn Quốc BTS nhằm quảng bá cho album đầu tay, 2 Cool 4 Skool (2013), mini album O!RUL8,2? (2013), mini album Skool Luv Affair (2014) và album phòng thu Dark & Wild (2014). Chuyến lưu diễn bắt đầu vào ngày 17 tháng 10 năm 2014 tại Hàn Quốc và đã đi qua 6 thành phố ở Châu Á. Việc mở rộng chuyến lưu diễn thế giới của nó bắt đầu vào ngày 6 tháng 6 năm 2015 tại Malaysia và lưu diễn ở Úc, Bắc Mỹ và Mỹ Latinh trước khi kết thúc tại Hồng Kông vào tháng 8 năm đó. Tổng cộng, toàn bộ chuyến lưu diễn đã thu hút 80,000 khán giả tại 18 thành phố ở 13 quốc gia.

## Bối cảnh
Sau khi phát hành album phòng thu Dark & Wild vào tháng 8 năm 2014, BTS đã phát hành một đoạn phim giới thiệu trên YouTube và một áp phích vào ngày 4 tháng 9 năm 2014 thông báo về chuyến lưu diễn đầu tiên của họ, mang tên 2014 BTS Live Trilogy Episode II: The Red Bullet, với đêm diễn vào tháng 10 cho 2 buổi diễn tại AX-Korea ở Hàn Quốc. Hai buổi diễn đã bán hết vé trong vòng 2 phút, dẫn đến việc bổ sung thêm buổi diễn thứ ba ở Hàn Quốc, sau đó là các buổi diễn ở Nhật Bản, Philippines, Singapore và Thái Lan.

## Danh sách tiết mục
Đây là danh sách tiết mục trong buổi diễn ngày 7 tháng 12 năm 2014 tại Manila, Philippines. Nó không đại diện cho tất cả các buổi diễn trong suốt chuyến lưu diễn.
1. N.O
2. We Are Bulletproof Pt 2.
3. We On
4. Hiphop Lover
5. Let Me Know
6. Rain
7. Embarrassed
8. Just One Day
9. Look Here
10. Outro: Propose (Jin, Jimin, V, Jungkook)
11. No More Dream
12. Tomorrow
13. Miss Right
14. I Like It
15. If I Ruled The World
16. Jump
17. Cypher Pt.3 Killer (Rap Monster, SUGA, J-Hope)
18. Cypher Pt.2 Triptych (encore)
19. War of Hormone
20. Danger
21. Boy In Luv

Encore
1. Road/Path
2. Jump
3. Attack On Bangtan
4. Paldogangsan

### Lịch trình 
| Ngày              | Thành phố | Quốc gia    | Địa điểm                        | Người tham dự |
| ----------------- | --------- | ----------- | ------------------------------- | ------------- |
| 17 tháng 10, 2014 | Seoul     | Hàn Quốc    | AX-Korea                        | 5,000         |
| 18 tháng 10, 2014 | Seoul     | Hàn Quốc    | AX-Korea                        | 5,000         |
| 19 tháng 10, 2014 | Seoul     | Hàn Quốc    | AX-Korea                        | 5,000         |
| 13 tháng 11, 2014 | Kobe      | Nhật Bản    | Kobe Kokusai Hall               | 10,000        |
| 14 tháng 11, 2014 | Kobe      | Nhật Bản    | Kobe Kokusai Hall               | 10,000        |
| 16 tháng 11, 2014 | Tokyo     | Nhật Bản    | Tokyo International Forum       | 10,000        |
| 7 tháng 12, 2014  | Pasay     | Philippines | Mall of Asia Arena              | [ 5 ]         |
| 13 tháng 12, 2014 | Singapore | Singapore   | The Star Performing Arts Centre | —             |
| 20 tháng 12, 2014 | Băng Cốc  | Thái Lan    | CWN Hall                        | —             |
| 8 tháng 3, 2015   | Đài Bắc   | Đài Loan    | New Taipei City Exhibition Hall | —             |

## Mở rộng The Red Bullet

### Bối cảnh
2015 BTS Live Trilogy Episode II: The Red Bullet là phần mở rộng với quy mô đầy đủ của chuyến lưu diễn The Red Bullet Tour. Vào ngày 7 tháng 5 năm 2015, BTS thông báo về phần mở rộng của chuyến lưu diễn, bắt đầu từ ngày 6 tháng 6 tại Mega Star Arena ở Malaysia, sau đó là các buổi diễn ở Úc và Hoa Kỳ vào tháng 7.

### Đón nhận
Các buổi diễn ở Dallas, Chicago, Los Angeles và thành phố New York đều cháy vé chỉ trong vài phút. BTS đã biểu diễn trước 12,500 người hâm mộ cho chặng diễn ở Hoa Kỳ. Hai buổi diễn ở Melbourne và Sydney cũng cháy vé, mặc dù thực tế là các thành phố nằm ở một nơi mà theo truyền thống đã không đạt được mức độ thành công như vậy khi nói đến việc bán cháy vé cho các nghệ sĩ K-pop. Ở Brazil, thành công tương tự cũng xảy ra. Địa điểm ban đầu sẽ có sức chứa tối đa 2,000 người, tuy nhiên do nhu cầu cao, các nhà quảng bá đã di chuyển buổi hòa nhạc đến một địa điểm có sức chứa hơn gấp đôi.
Theo Billboard, BTS đã làm cho buổi hòa nhạc của họ trở nên đáng nhớ với những buổi biểu diễn xuất sắc của họ.
"Điểm quan trọng của các buổi hòa nhạc K-pop là vũ đạo được luyện tập tỉ mỉ và giọng hát chất lượng như đĩa CD đã được chuẩn bị cho mọi màn trình diễn của đêm. Đối với màn ra mắt ở thành phố New York, tất nhiên là BTS đã làm được điều đó, nhưng cũng đã thể hiện được sự thoải mái và tự do hơn của bản thân khiến buổi biểu diễn trở nên đáng nhớ hơn nhiều – ngay cả với một kết thúc đột ngột."— Jeff Benjamin của Billboard

### Danh sách tiết mục
Đây là danh sách tiết mục trong buổi diễn ngày 10 tháng 7 năm 2015 tại Sydney, Úc. Nó không đại diện cho tất cả các buổi diễn trong suốt phần mở rộng của chuyến lưu diễn.
1. N.O
2. We Are Bulletproof Pt 2.
3. We On
4. Hiphop Lover
5. Let Me Know
6. Rain
7. Embarrassed
8. Just One Day
9. Look Here
10. Outro: Propose (Jin, Jimin, V, Jungkook)
11. No More Dream
12. Tomorrow
13. Miss Right
14. I Like It
15. If I Ruled The World
16. Jump
17. Cypher Pt.3 Killer (Rap Monster, SUGA, J-Hope)
18. Cypher Pt.2 Triptych (encore)
19. War of Hormone
20. Danger
21. I NEED U
22. Boy In Luv

Encore
1. Path/Road
2. DOPE
3. Boyz With Fun
4. Attack On Bangtan

### Lịch trình
| Ngày             | Thành phố          | Quốc gia  | Địa điểm                         | Người tham dự |
| Châu Á           | Châu Á             | Châu Á    | Châu Á                           | Châu Á        |
| ---------------- | ------------------ | --------- | -------------------------------- | ------------- |
| 6 tháng 6, 2015  | Kuala Lumpur       | Malaysia  | Mega Star Arena                  | 3,000         |
| Châu Đại Dương   |                    |           |                                  |               |
| 10 tháng 7, 2015 | Sydney             | Úc        | Roundhouse                       | [ 10 ]        |
| 12 tháng 7, 2015 | Melbourne          | Úc        | Plenary 1                        | [ 10 ]        |
| Bắc Mỹ           |                    |           |                                  |               |
| 16 tháng 7, 2015 | Thành phố New York | Hoa Kỳ    | Best Buy Theater                 | 12,500        |
| 18 tháng 7, 2015 | Grand Prairie      | Hoa Kỳ    | Verizon Theatre at Grand Prairie | 12,500        |
| 24 tháng 7, 2015 | Rosemont           | Hoa Kỳ    | Rosemont Theatre                 | 12,500        |
| 26 tháng 7, 2015 | Los Angeles        | Hoa Kỳ    | Club Nokia                       | 12,500        |
| Mỹ Latinh        |                    |           |                                  |               |
| 29 tháng 7, 2015 | Thành phố México   | México    | Pabellon Oeste                   | 4,000         |
| 31 tháng 7, 2015 | São Paulo          | Brasil    | Espaço das Américas              | 6,000         |
| 2 tháng 8, 2015  | Santiago           | Chile     | Movistar Arena                   | 7,000         |
| Châu Á           |                    |           |                                  |               |
| 8 tháng 8, 2015  | Pak Kret           | Thái Lan  | Thunder Dome                     | 5.000         |
| 29 tháng 8, 2015 | Hồng Kông          | Hồng Kông | AsiaWorld–Arena                  | 4.000         |